# Teimei
 (novembre 2016).
Si vous disposez d'ouvrages ou d'articles de référence ou si vous connaissez des sites web de qualité traitant du thème abordé ici, merci de compléter l'article en donnant les références utiles à sa vérifiabilité et en les liant à la section « Notes et références ».
Titre
Impératrice consort du Japon
30 juillet 1912 – 25 décembre 1926
(14 ans, 4 mois et 25 jours)
Teimei (貞明 皇后, Teimei Kōgō, 25 juin 1884 – 17 mai 1951) est impératrice consort du Japon. Née Sadako Kujō (九条 節子, Kujō Sadako), elle est l'épouse de l'empereur Taishō ainsi que la mère de l'empereur Shōwa et des princes Yasuhito Chichibu, Nobuhito Takamatsu et Takahito Mikasa. Son titre posthume, Teimei, signifie « constance éclairée ».

## Biographie
La princesse Sadako Kujō naît à Tokyo, fille du prince Kujō Michitaka, chef de la famille Kujō et membre du clan Fujiwara, et de la princesse Ikuko Noma. Elle épouse le prince héritier Yoshihito le 25 mai 1900. À la naissance du prince Hirohito, elle devient la première épouse officielle depuis 1750 à mettre au monde un prince héritier.
Elle devient impératrice (Kōgō) lors de l'accession au trône de son époux, le 30 juillet 1912. En raison des problèmes de santé de plus en plus fréquents de l'empereur Taishō, elle exerce une influence prépondérante sur la politique impériale.
Après la mort de l'empereur, le 25 décembre 1926, elle est reconnue comme impératrice douairière. Elle s'oppose ouvertement à l'entrée du Japon dans la Seconde Guerre mondiale, ce qui cause un conflit avec son fils Hirohito. À compter de 1943, elle travaille en coulisse avec son fils Nobuhito Takamatsu, son beau-frère Yasuhiko Asaka et l'ancien Premier ministre Fumimaro Konoe, pour entraîner la chute du cabinet de Hideki Tōjō.
Elle meurt au palais Ōmiya à Tokyo, à l'âge de 66 ans et est inhumée avec son époux, l'empereur Taishō, dans le Tama no higashi no misasagi (多摩東陵), cimetière impérial Musashi à Hachiōji dans la préfecture de Tokyo.

## Galerie de photos

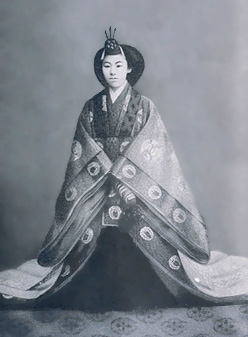
L'impératrice Teimei en tenue officielle en 1912.
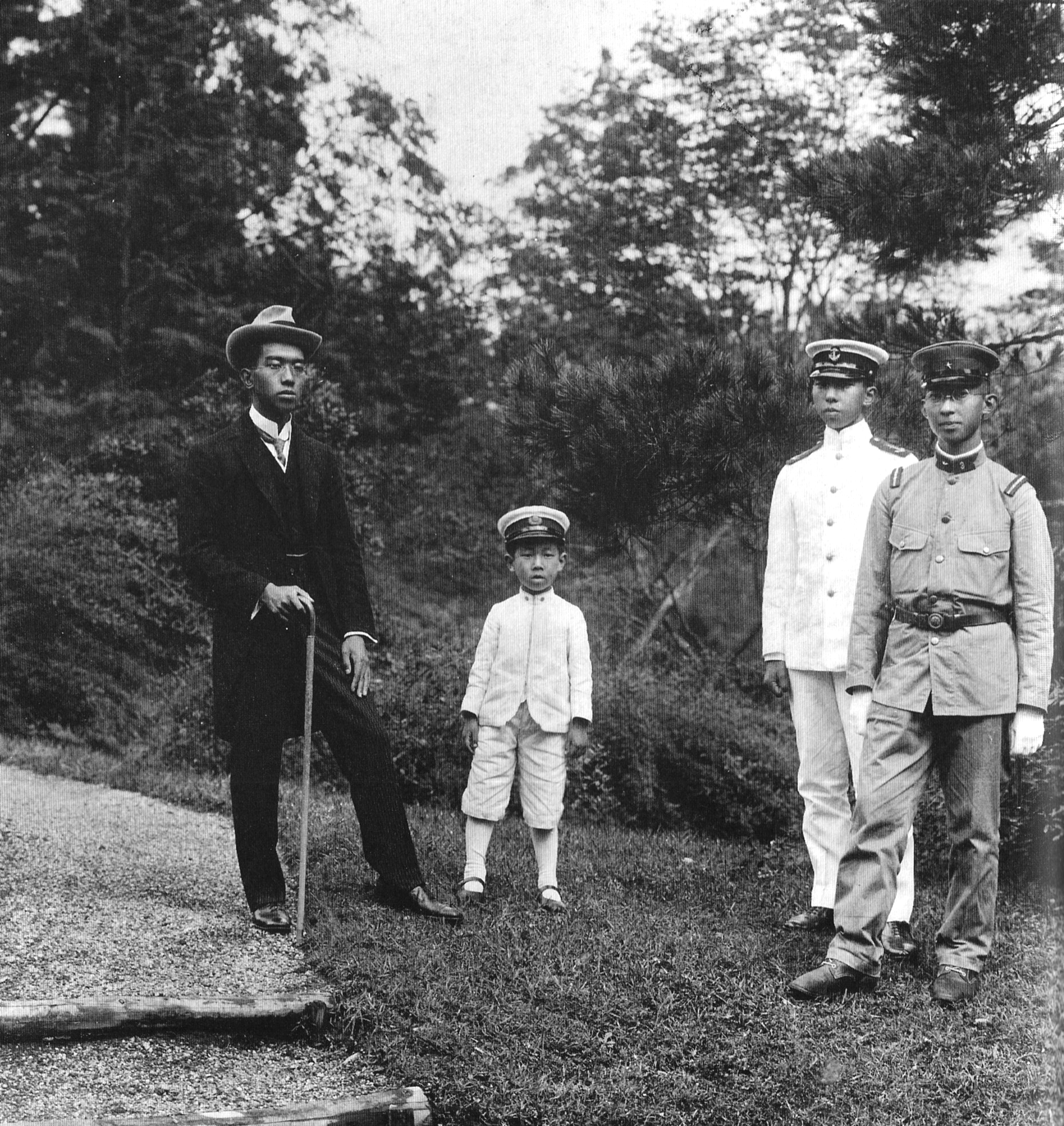
Les quatre fils de l'impératrice Teimei en 1921 : Hirohito, Takahito, Nobuhito et Yasuhito.
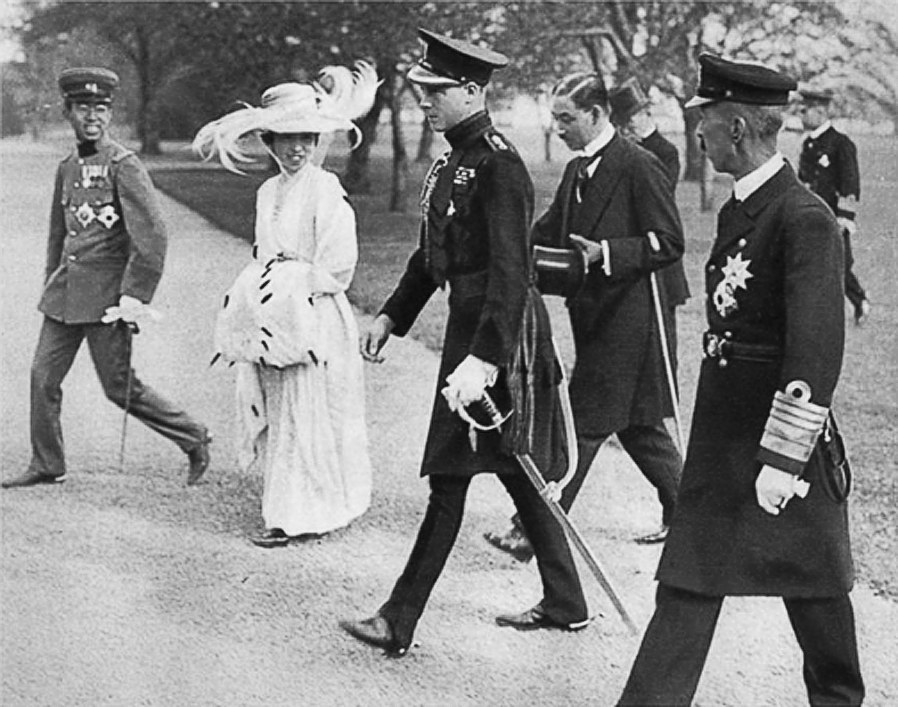
L'impératrice Teimei, en compagnie du prince Hirohito et du prince de Galles (futur Édouard VIII) en 1922.
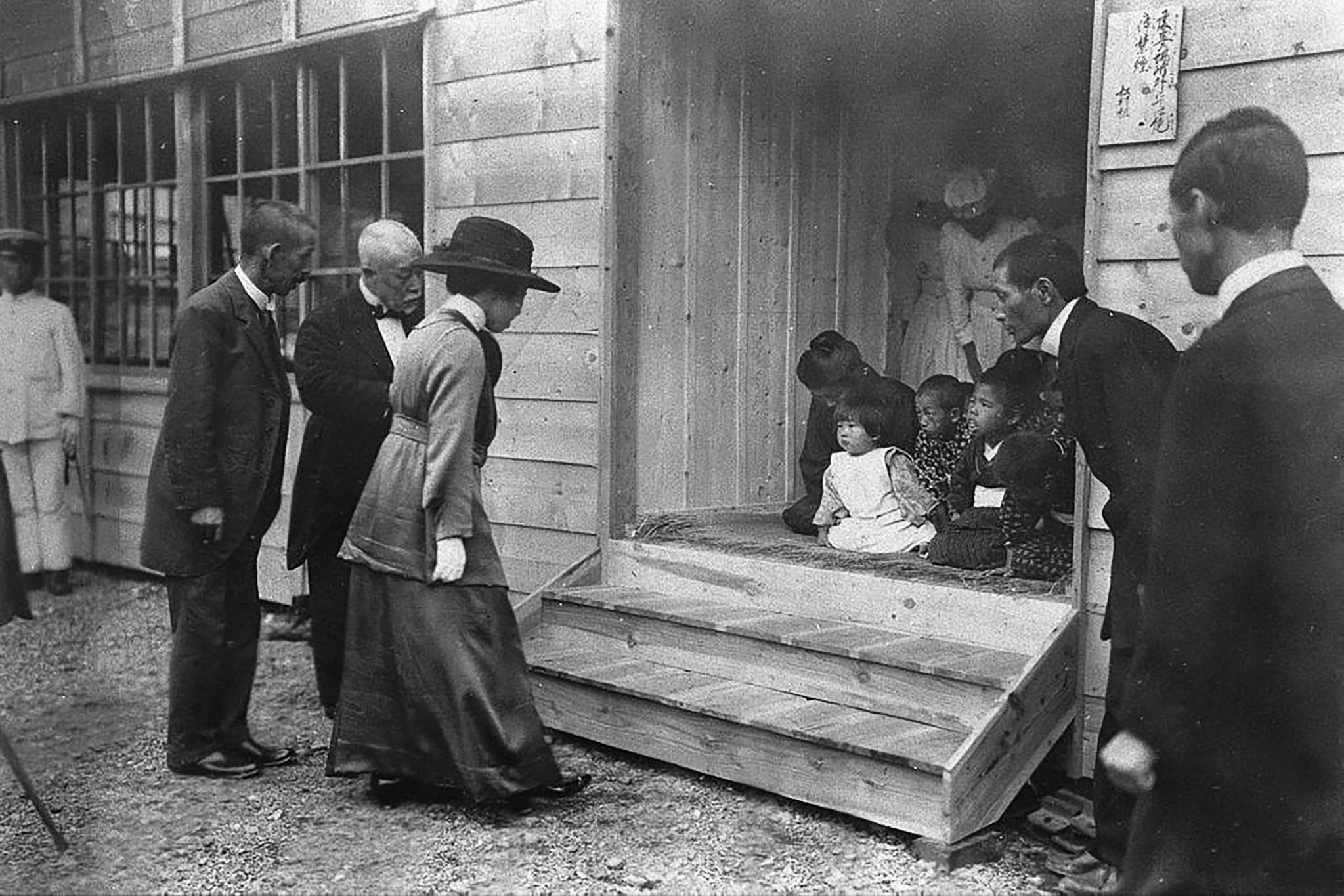
L'impératrice Teimei visite les survivants après le séisme de 1923 de Kantō.

## Distinctions
- 9 mai 1900 : dame grand-cordon de l'ordre de la Couronne précieuse
- 12 juin 1916 : dame grand-croix de l'ordre de Sainte-Catherine

- Dame de l'ordre de la Reine Marie-Louise (n°1060)
- Dame grand-cordon de l'ordre du Trésor sacré